# Xian de Midu
Le xian de Midu (弥渡县 ; pinyin : Mídù Xiàn) est un district administratif de la province du Yunnan en Chine. Il est placé sous la juridiction de la préfecture autonome bai de Dali.

## Démographie
La population du district était de 303 597 habitants en 1999.